# Bohové viny
Bohové viny je dvacátým šestým románem amerického spisovatele Michaela Connellyho a zároveň jeho pátou knihou s losangeleským právním obhájcem Michaelem "Mickey" Hallerem v hlavní roli. Ve Spojených státech byla kniha poprvé vydána 2. prosince 2013.

## Děj knihy
Děj románu sleduje Hallera při obhajobě „digitálního pasáka“ Andreho La Crosse, který údajně zavraždil Hallerovu starou známou, Glorii Daytonovou.
V knize se objevuje také další významná Connellyho postava Harry Bosch, ale v příběhu nehraje žádnou větší roli. Název románu pramení z faktu, že Haller popisuje členy soudní poroty jako „Bohy viny“.